# Paola Severino

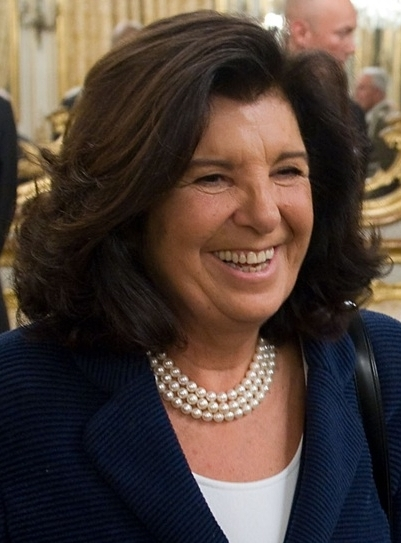
Paola Severino

Paola Severino (* 22. Oktober 1948 in Neapel) ist eine italienische Juristin, Hochschullehrerin und Rechtsanwältin. Sie war italienische Justizministerin im Kabinett Monti, das von November 2011 bis April 2013 amtierte und nur aus parteilosen Fachleuten bestand.

## Werdegang
Severino studierte Rechtswissenschaft an der Universität La Sapienza in Rom und machte dort 1971 ihren Abschluss. Anschließend schlug sie eine Laufbahn als Hochschullehrerin im Bereich Strafrecht ein und war daneben seit 1977 auch als Anwältin tätig. Von 1997 bis 2001 war sie stellvertretende Vorsitzende des Selbstverwaltungsorganes der italienischen Militärjustiz (Consiglio della Magistratura Militare). Von 2002 bis 2007 stand sie der juristischen Fakultät der Elitehochschule LUISS in Rom vor, deren stellvertretende Rektorin sie bis 2011 war. Darüber hinaus hatte sie auch den Lehrstuhl für Strafrecht an der Offizierfachschule der Carabinieri in Rom inne und beriet mehrere  Kreditinstitute.
Am 16. November 2011 wurde Paola Severino als Justizministerin von Mario Monti in sein Kabinett berufen.
Seit September 2021 ist Severino Leiterin der Verwaltungshochschule Scuola Nazionale dell’Amministrazione.